# Go-Tsuchimikado Tennō
Go-Tsuchimikado Tennō (後土御門天皇?) (3 de julio de 1442 – 21 de octubre de 1500) fue el 103° emperador de Japón, de acuerdo al orden tradicional de sucesión. 
Gobernó del 21 de agosto de 1464 hasta su muerte el 21 de octubre de 1500, dándole, con 36 años, 2 meses, el reinado más largo de cualquier emperador en el período histórico anterior al Emperador Meiji. Su nombre personal era Fusahito (成仁?).

## Genealogía
Era el hijo mayor del Go-Hanazono Tennō. Su madre fue Ōinomikado (Fujiwara) Nobuko (大炊御門（藤原）信子), hija de Fujiwara Takanaga (藤原高長)
- Niwata (Minamoto) Asako (庭田（源）朝子) 
  - Primer hijo: Príncipe Imperial Katsuhito (勝仁親王) (Go-Kashiwabara Tennō)
  - Segundo hijo: Príncipe Imperial ?? (尊敦親王)
- Kajūji (Fujiwara) Fusako (勧修寺（藤原）房子) 
  - Tercera hija: Princesa ?? (応善女王)
  - Tercer hijo: Príncipe?? (仁尊法親王) (Sacerdote budista)
  - Cuarto hijo: Imawaka-no-miya (今若宮)
- Consorte: Kasannoin (Fujiwara) ?? (花山院（藤原）兼子) 
  - Primera hija: ?? (大慈光院宮)
  - Segunda hija: Princesa Tomonobu ?? (知円女王)
  - Cuarta hija: Princesa Michihide (理秀女王)

## Vida
Go-Tsuchimikado accedió al trono el 21 de agosto de 1464 después de la abdicación de su padre, el Emperador Go-Hanazono. Poco después de su entronamiento, ocurrió la guerra Ōnin. Los Templos, los Santuarios, y las mansiones de los nobles de la Corte, entre otros, fueron quemados por este motivo. Las finanzas de la Corte Imperial se agotaron, y la corte declinó. 
Después del final de la guerra, había poco entusiasmo para restablecer las ceremonias antiguas de la Corte Imperial. El 21 de octubre de 1500, el emperador murió. Su sucesor, el Emperador Go-Kashiwabara careció de los fondos para pagar la ceremonia fúnebre, y el cuerpo del difunto emperador puesto en una despensa del palacio por más de un mes antes de que una donación fuera hecha a la corte, y el entierro pudo celebrarse.

## Eras de su reinado
- Kanshō
- Bunshō
- Ōnin
- Bunmei
- Chōkyō
- Entoku
- Meiō

| Predecesor: Go-Hanazono Tennō | Emperador de Japón Fusahito 1464 - 1500 | Sucesor: Go-Kashiwabara Tennō |

- Datos: Q380623